# Jörg Geerlings

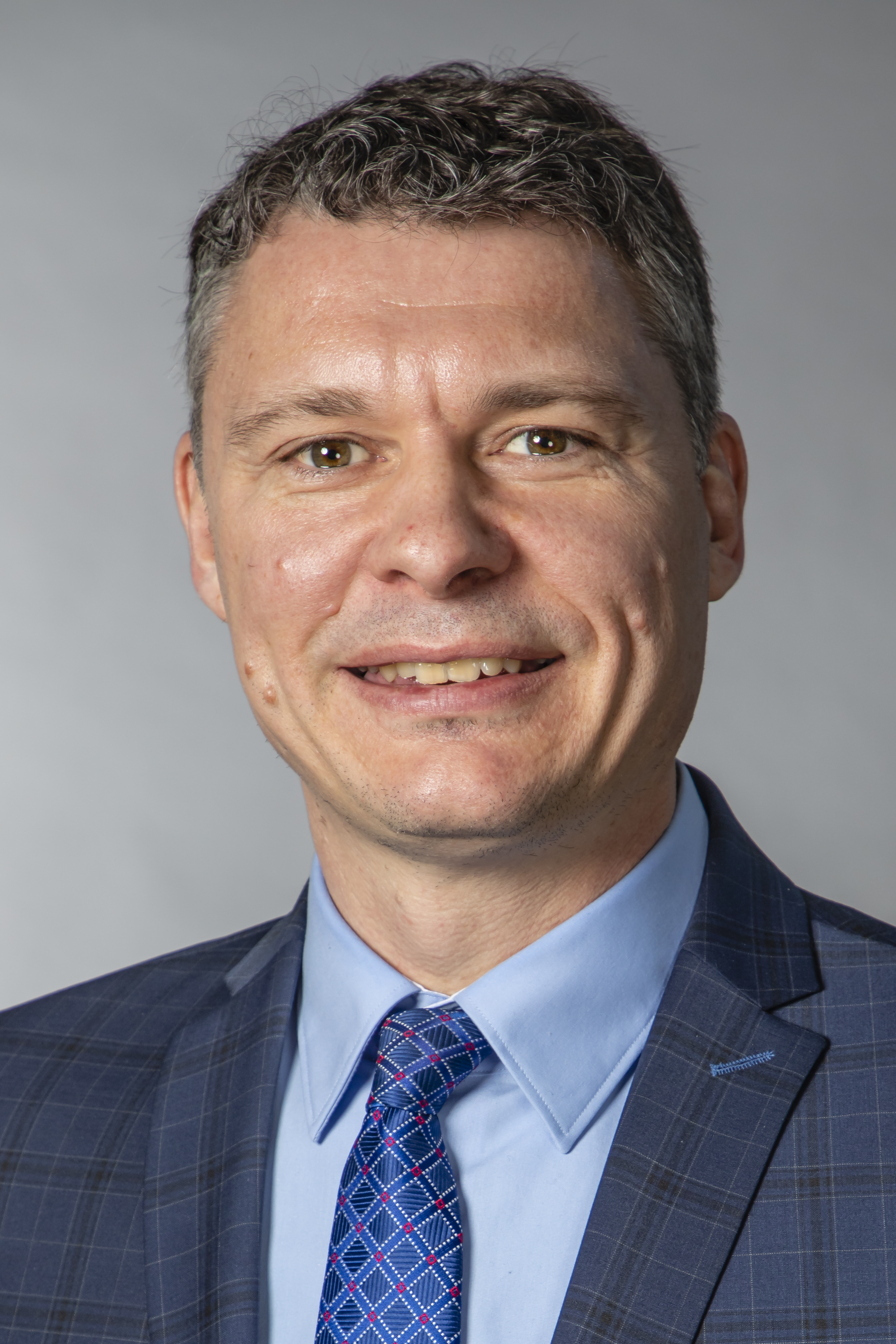
Jörg Geerlings (2019)

Jörg Geerlings (* 7. September 1972 in Neuss) ist ein deutscher Rechtsanwalt und Politiker (Landtagsabgeordneter) (CDU) in Nordrhein-Westfalen.

## Biografie
Nach dem Abitur und einer Ausbildung zum Bankkaufmann studierte er Rechtswissenschaften an der Universität Köln, wo er 2002 mit einer Arbeit zu parteinahen Stiftungen promoviert wurde. Zuvor hatte er das Studium mit dem ersten Staatsexamen und nach dem Rechtsreferendariat am Landgericht Düsseldorf mit dem zweiten Staatsexamen abgeschlossen. Bis Ende 2003 arbeitete er in Berlin als Referent im Deutschen Bundestag und von 2004 bis 2010 als Wissenschaftlicher Mitarbeiter an der Universität Köln. Seit 2002 ist er Rechtsanwalt und arbeitet heute bei der internationalen Kanzlei Ernst & Young (EY). Er ist mit Marie-Florence Geerlings verheiratet und hat eine Tochter.

## Politik
In die CDU trat Geerlings 1997 ein, von 2005 bis 2018 war er Vorsitzender des CDU-Stadtverbandes Neuss, seitdem ist er Mitgliederbeauftragter. Zudem vertritt er seine Partei seit 2004 im Rat der Stadt Neuss. Seit Juli 2014 ist er 3. stellvertretender Bürgermeister der Stadt Neuss.
Bei der Landtagswahl im Mai 2010 wurde Geerlings im Landtagswahlkreis Rhein-Kreis Neuss I in den Landtag von Nordrhein-Westfalen gewählt. Bei der vorgezogenen Landtagswahl am 13. Mai 2012 verlor er das Direktmandat an Reiner Breuer und schied aus dem Landtag aus. Bei der Landtagswahl 2017 trat er wieder an und gewann das Direktmandat im Wahlkreis Neuss, nachdem ihn die CDU in Neuss Anfang Juni 2016 wieder als Kandidaten aufgestellt hatte. Bei der Landtagswahl 2022 verteidigte er das Direktmandat mit einem Erststimmenergebnis von 40,6 Prozent.

## Werke
Jörg Geerlings ist Autor einer Vielzahl von wissenschaftlichen Fachaufsätzen. An Monographien sind erschienen:
- Verfassungs- und verwaltungsrechtliche Probleme bei der staatlichen Finanzierung parteinaher Stiftungen (Diss.), 2003, ISBN 3-428-11002-1
- Nichtraucherschutz in Deutschland: international- und verfassungsrechtliche Vorgaben (gemeinsam mit Klaus Stern), 2008, ISBN 3-8006-3507-0